# Храм Великой Победы (Большой Царын)
Храм Великой Победы (калм. Алдр Диилврин Сүм; тиб. རྣམ་རྒྱལ་ལྷ་ཁང, Вайли rnam rgyal lha khang) — хурул буддийской общины, находящийся в посёлке Большой Царын Октябрьского района Калмыкии.

## История
Строительство хурула было начато 18 апреля 2000 года по проекту главного архитектора Республики Калмыкии Ю. И. Сангаджиева. Строительство закончилось в конце 2002 года. Открытие хурула состоялось 11 октября 2002 года. Материальные средства для строительства хурула были собраны местной буддийской общиной, различными местными организациями, жителями Октябрьского района и спонсорами буддийской общины. В строительстве также принял участие Президент Республики Калмыкия К. Н. Илюмжинов, который пожертвовал личные средства для возведения хурула.

## Внешний вид и интерьер
Общая высота хурула составляет 18 метров. В центральной части хурула располагается зал для молитвенных собраний и алтарь. В передней части хурула находятся комнаты для монахов и комната, в которой лама ведет прием. Над статуей Будды Шакьямуни работали скульптор Владимир Васькин и С. Коробейников (отливка). Колесо Учения и фигуры оленей, размещённые над центральным входом являются работой Николая Галушкина.

## Священные реликвии
В хуруле находятся статуя Будды Шакьямуни, подаренная Его Святейшеством Далай-ламой XIV, свод канонических текстов Ганджур, статуя Будды Медицины, алтарь, большое собрание священных текстов и танок.